# Panlat

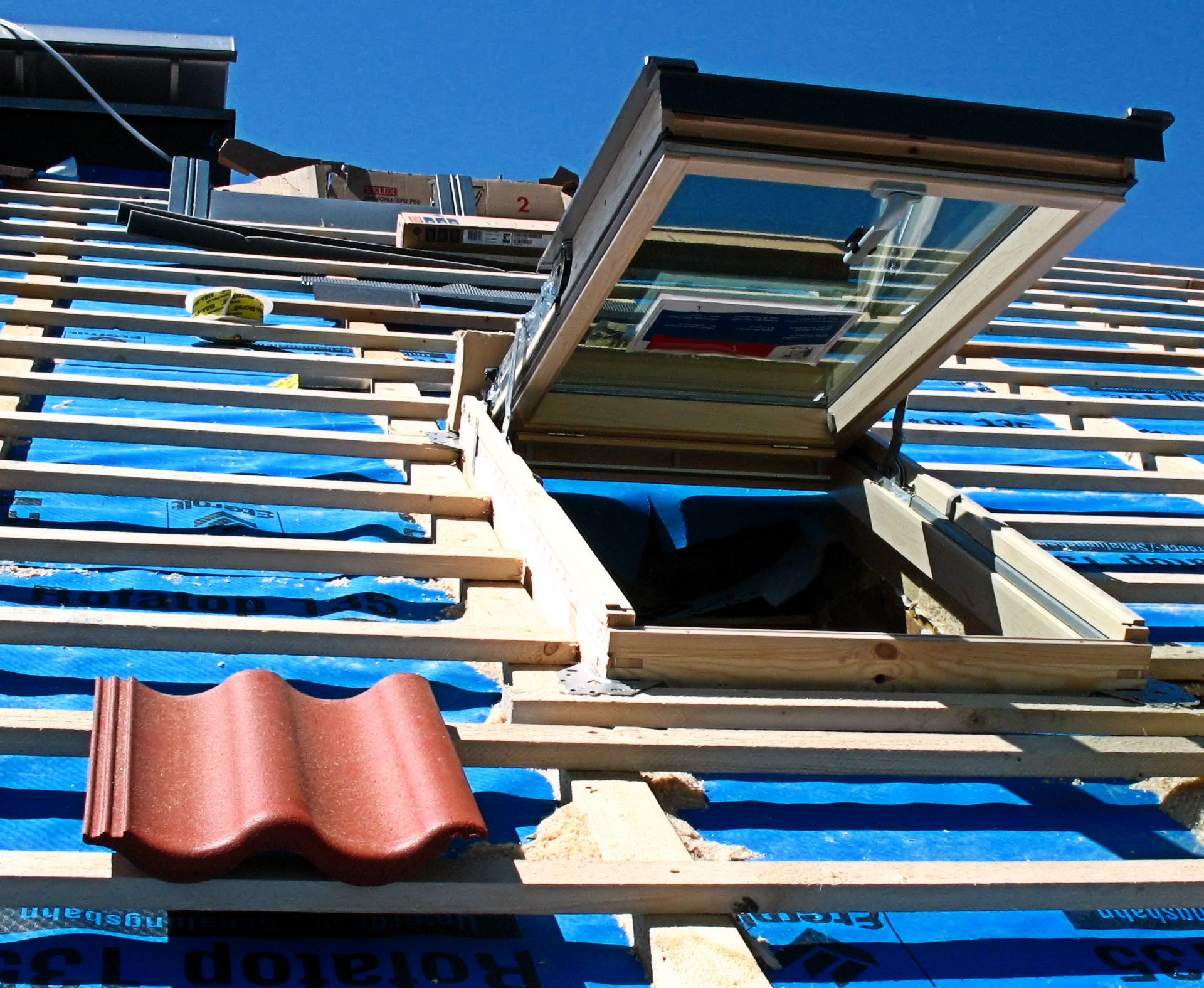
Dak met panlatten en tengels.

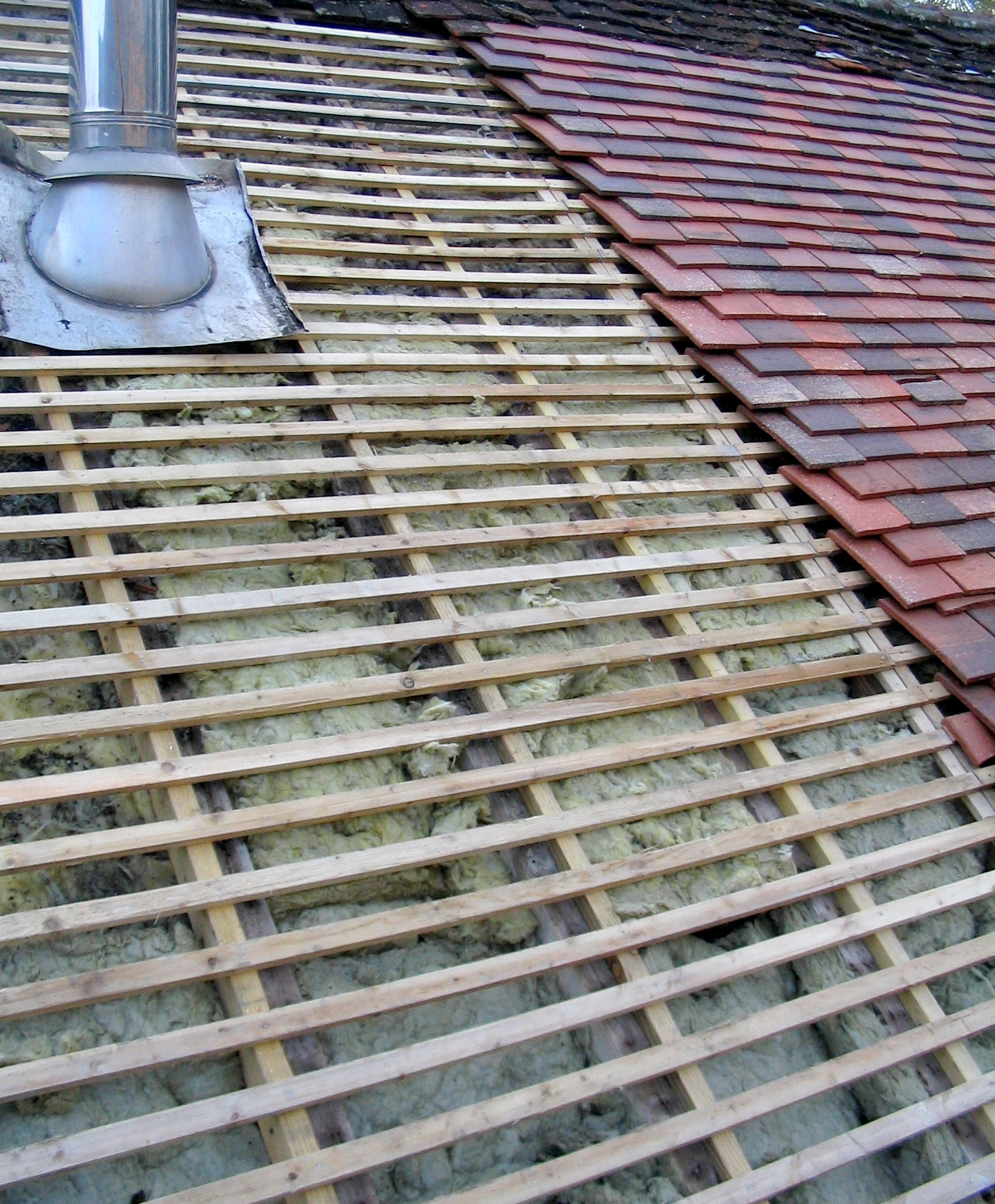
Panlatten voor de leidekking

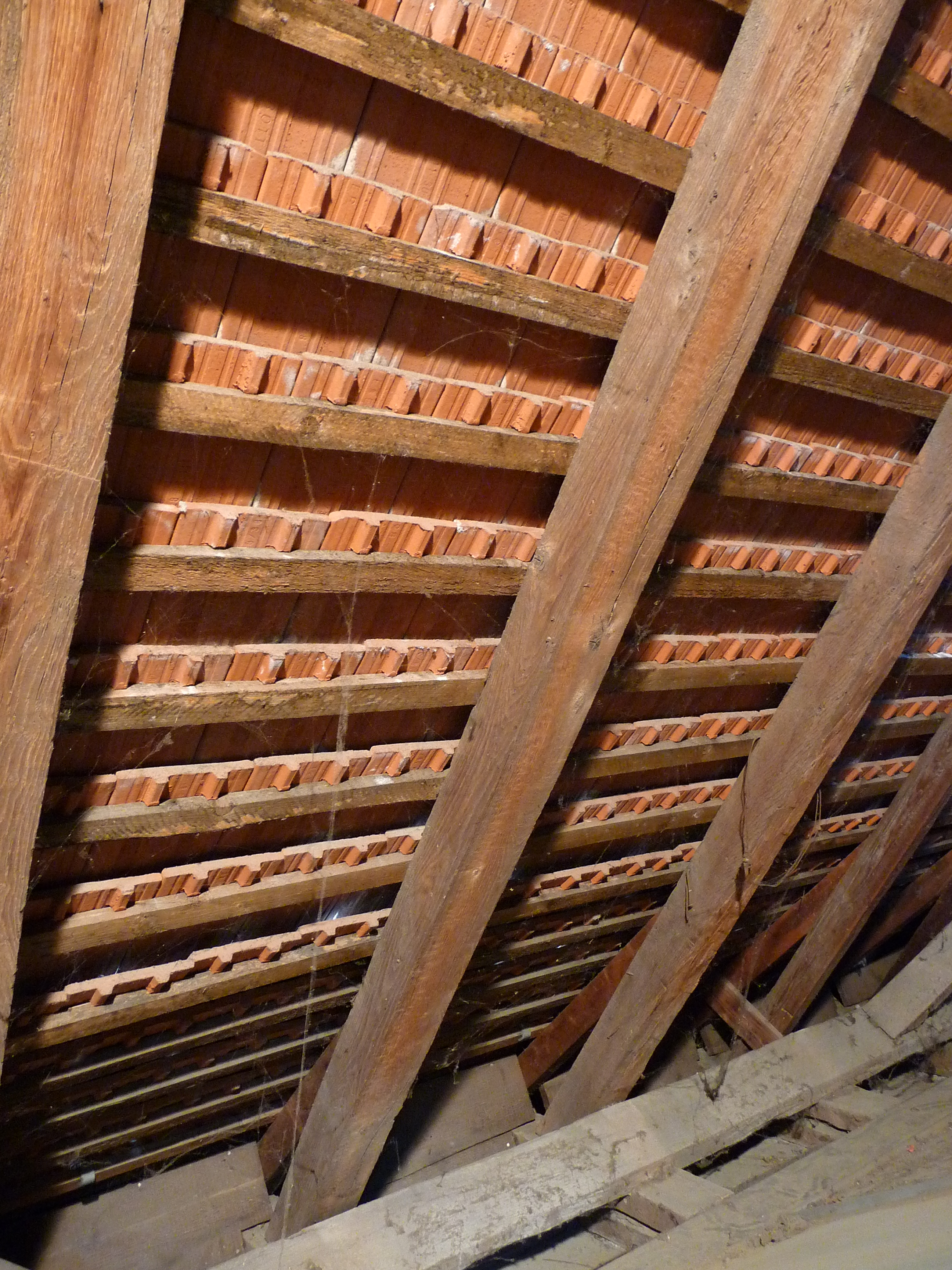
Dakpannen vanaf de binnenzijde gezien waarbij de panlatten op de sporen zijn aangebracht. Zichtbaar zijn de uitstulpingen aan de achterzijde van de dakpannen die rusten op de panlatten.

Panlatten zijn houten latten die horizontaal op een hellend dak zijn aangebracht om een bepaalde dakbedekking, vooral dakpannen, op te hangen. 
De panlatten worden op verticale tengels of de sporen of ribben aangebracht waarbij ze onderling op regelmatige afstand (panmaat) komen. Afmetingen van panlatten kunnen variëren. Buiten dakpannen worden panlatten ook wel toegepast bij dakbedekkingen zoals natuurlijke leien en golfplaten. De dakbedekking blijft op zijn plaats door nokken of neuzen (vooral dakpannen) of bijvoorbeeld door vernageling of leihaken aan de panlatten (vooral leien).